# Обсада на Велики Преслав (969)
Обсадата на Велики Преслав е военно стълкновение между руско-варяжки войски командвани от княз Светослав I и гарнизона на крепостта предвождан от Борис II.
Вторият поход на Светослав има за цел унищожаването на българското царство. Край Малък Преслав българската армия отново е разбита и скоро след това Светослав превзема столицата Преслав и цяла Североизточна България.
Борис II запазва титлата си но е принуден да воюва заедно с русите срещу Византия.